# London Masters
Das Continental Airlines London Masters war ein Snookerturnier auf Einladungsbasis, das zwischen 1988 und 1991 Teil der Profitour war und insgesamt drei Mal im Londoner Café Royal ausgetragen und von Continental Airlines gesponsert wurde. Während die ersten beiden Ausgaben von Stephen Hendry gewonnen wurden, verlor dieser bei der dritten Ausgabe im Finale mit 0:4 gegen Steve Davis. Gleichzeitig spielte Hendry jedoch bei letzterer Ausgabe mit einem 140er-Break das höchste Break der Turniergeschichte.

## Geschichte
Erstmals wurde das London Masters als Teil der Saison 1988/89 ausgetragen. Das Turnier wurde wie die folgenden Ausgaben von Continental Airlines gesponsert und von Barry Hearns Firma Matchroom Sport mit-promotet. Das Turnier begann bei der ersten Ausgabe im September und später jeweils im Oktober, wobei pro Woche lediglich ein Spiel als „After-Dinner-Match“ im Café Royal von London ausgetragen wurde und das Turnier somit jeweils im Mai des nächsten Jahres endete. Zu jeder Ausgabe wurden acht Spieler eingeladen, die ab dem Viertelfinale im K.-o.-System um den Sieg spielten. Bei der ersten Ausgabe des Turnieres gab es insgesamt ein Preisgeld von 50.000 £, von denen die Hälfte auf den Sieger entfiel. Das Finale der ersten Ausgabe bestritten der Schotte Stephen Hendry und der Engländer John Parrott, wobei ersterer Spieler mit 4:2 gewann.
Die zweite Ausgabe des Turnieres fand im Rahmen der nächsten Saison zwischen Oktober 1989 und Mai 1990 statt. Überwiegend nahmen dieselben Spieler teil, allerdings wurden Tony Drago, Neal Foulds und Terry Griffiths durch Willie Thorne, Tony Meo und Mike Hallett ersetzt. Zugleich stieg die Summe aller Preisgelder auf 75.000 £ an, von denen 40 % auf den Sieger entfielen. Erneut erreichten Stephen Hendry und John Parrott das Finale, wobei ebenfalls wie im Vorjahr Hendry mit 4:2 gewann.
Die letzte Ausgabe des Turnieres fand ebenfalls zwischen Oktober und Mai des nächsten Jahres während der Saison 1990/91 statt. Dieses Mal wurden die drei neuen Spieler des Vorjahres sowie der Nordire Dennis Taylor durch James Wattana, Martin Clark, Gary Wilkinson und Frauen-Weltmeisterin Allison Fisher ersetzt. Das ausgeschüttete Preisgeld veränderte sich nicht. Stephen Hendry, mittlerweile Weltmeister, erreichte erneut das Endspiel, wogegen sich John Parrott im Halbfinale mit 3:4 Steve Davis geschlagen geben musste, der später im Finale Hendry mit 4:0 besiegte. Im Folgenden fanden keine weiteren Ausgaben des Turnieres statt.

## Sieger
| Jahr                                              | Austragungsort                                    | Sieger                                            | Ergebnis                                          | Finalist                                          | Sponsor                                           | Saison                                            |
| London Masters – Status eines Einladungsturnieres | London Masters – Status eines Einladungsturnieres | London Masters – Status eines Einladungsturnieres | London Masters – Status eines Einladungsturnieres | London Masters – Status eines Einladungsturnieres | London Masters – Status eines Einladungsturnieres | London Masters – Status eines Einladungsturnieres |
| ------------------------------------------------- | ------------------------------------------------- | ------------------------------------------------- | ------------------------------------------------- | ------------------------------------------------- | ------------------------------------------------- | ------------------------------------------------- |
| 1989                                              | London – Café Royal                               | Stephen Hendry                                    | 4:2                                               | John Parrott                                      | Continental Airlines                              | 1988/89                                           |
| 1990                                              | London – Café Royal                               | Stephen Hendry                                    | 4:2                                               | John Parrott                                      | Continental Airlines                              | 1989/90                                           |
| 1991                                              | London – Café Royal                               | Steve Davis                                       | 4:0                                               | Stephen Hendry                                    | Continental Airlines                              | 1990/91                                           |